# تياغو هنريك جوميز دا هوشا
تياغو هنريك جوميز دا هوشا (من مواليد 4 فبراير 1988) هو حارس أمن برازيلي سابق وقاتل متسلسل ادعى أنه قتل 39 شخصًا. كان يقترب من ضحاياه على دراجة نارية ويصرخ «سطو» قبل إطلاق النار عليهم. ومع ذلك لم يأخذ أي شيء قط. استهدف المشردين والنساء والمثليين جنسياً في غوياس. أصغر ضحيته كانت فتاة تبلغ من العمر 14 عامًا قُتلت في يناير 2014 وكان 16 من ضحاياه من النساء. تم القبض على جوميز دا هوشا وهو يقود دراجة نارية بلوحة مزيفة. لفت انتباه الشرطة في وقت سابق بعد أن اكتشفوا أنه يواجه المحاكمة لسرقة لوحة أرقام من دراجة نارية في سوبر ماركت في جويانيا في يناير 2014. تم استرداد دراجة نارية ولوحات مسروقة وسلاح الجريمة المشتبه به مسدس 38 من منزل كان يعيش فيه مع والدته. حاول الانتحار في زنزانته في 16 أكتوبر 2014 بقطع معصميه بمصباح كهربائي محطم. ادعى جوميز دا هوشا أنه حصل على حوافز قاتلة بعد تعرضه للاعتداء الجنسي من قبل جاره في سن 11.
في مايو 2016 أُدين بإحدى عشرة جريمة قتل وحُكم عليه بالسجن 25 عامًا.